# Karl Barlach
Karl Georg Barlach (* 3. März 1878 in Neumünster; † 1. April 1968 ebenda) war ein deutscher Rechtsanwalt und Notar.

## Leben
Karl Barlach war ein Sohn des Geheimen Sanitätsrats Carl Richard Barlach (1846–1918) und dessen Ehefrau Katharina Wilhelmine Dorothea Bartram. Zu seinen Vettern gehörte der Künstler und Schriftsteller Ernst Barlach.
Barlach besuchte die Kieler Gelehrtenschule, die er mit der Reifeprüfung verließ. Er interessierte sich für Kunst und wollte ursprünglich Architektur studieren, schlug jedoch auf Wunsch seines Vaters eine Juristenlaufbahn ein. 1905 erhielt er eine Stelle als Rechtsanwalt in seiner Geburtsstadt. Am 12. Mai 1906 heiratete er hier Katharina Wilhelmine Dorothea Bartram (1881–1966), mit der er eine Tochter hatte.
In Neumünster wirkte Barlach als Vorsteher der Stadtverordneten und gehörte der Bürgerschaft an. Im Bauausschuss versuchte er, charakteristische Bauwerke vor dem Abriss zu bewahren. Außerdem engagierte er sich im Ausschuss für Naturpflege. Er gründete den Kulturbund Neumünster mit und übernahm dessen Vorsitz. 1936 übernahm er das Amt des Naturschutzbeauftragten im Landkreis Neumünster.

## Wirken im künstlerischen Bereich
Karl Barlach malte Pastelle. Als Motive wählte er Landschaften aus Schleswig-Holstein, später kamen auch Bilder aus Oberdeutschland und Südafrika hinzu, wohin er gereist war. Der Kunstsalon Bock aus Hamburg zeigte 1914 bei einer Ausstellung zumeist Bilder von der Unterelbe. Außerdem schrieb er Romane und Novellen, die er aber nicht veröffentlichte.
Gemeinsam mit seinem Vetter Ernst Barlach und dessen Brüdern verbrachte Karl Barlach wiederholt die Sommerferien in seinem Elternhaus in Neumünster. Daraus entstand ab 1914 eine enge Freundschaft. Im Sommer 1925 verbrachten sie gemeinsame Zeit im Hotel Zum Riesen in Miltenberg am Main. Karl Barlach sammelte insgesamt 126 von seinem Vetter geschriebene Briefe, die dieser zwischen Januar 1914 und Mai 1938 verfasst hatte und die in die Gesamtausgabe des dichterischen Werks Ernst Barlachs aufgenommen wurden.
Nach dem Tod Ernst Barlachs 1938 gründete Karl Barlach einen „Freundeskreis“, dem unter anderem Leo von König, Gerhard Marcks und Hermann Fürchtegott Reemtsma angehörten. Karl Barlach übernahm den Vorsitz dieser Organisation, die sich Ernst Barlachs hinterlassenen Werken annahm und sie vor den Nationalsozialisten schützte. 1960 erschien Barlachs Buch Mein Vetter Ernst Barlach.
Für seine Verdienste im kulturellen Bereich verlieh der Bundespräsident Karl Barlach 1967 das Bundesverdienstkreuz am Bande.